# Anita Moen
Anita Moen (ur. 31 sierpnia 1967 w Elverum) – norweska biegaczka narciarska, pięciokrotna medalistka olimpijska oraz czterokrotna medalistka mistrzostw świata, reprezentantka klubu Trysilfjellet.

## Kariera
W 1993 r. zadebiutowała na mistrzostwach świata biorąc udział w mistrzostwach w Falun. Jej najlepszym indywidualnym wynikiem było tam 8. miejsce w biegu pościgowym 5+10 km. Za to w sztafecie, razem z Trude Dybendahl, Inger Helene Nybråten i Elin Nilsen zdobyła brązowy medal. Dwa lata później, na mistrzostwach świata w Thunder Bay indywidualnie zajmowała miejsca poza czołową dziesiątką, ale w sztafecie wspólnie z Marit Mikkelsplass, Nybråten i Nilsen zdobyła srebrny medal. Na mistrzostwach w Trondheim osiągnęła swój najlepszy indywidualny wynik zajmując 5. miejsce w biegu na 30 km stylem klasycznym. Zupełnym niepowodzeniem zakończyły się dla niej mistrzostwa świata w Ramsau, gdzie nie zdobyła medalu, a jej najlepszym wynikiem było 32. miejsce w biegu na 5 km techniką klasyczną. Z mistrzostw świata w Lahti i mistrzostw w Val di Fieme przywiozła srebrne medale zdobyte w sztafecie 4 × 5 km.
Igrzyska olimpijskie w Lillehammer w 1994 r. były jej olimpijskim debiutem. Zajęła tam między innymi 4. miejsce w biegu na 5 km techniką klasyczną. Ponadto razem z Dybendahl, Nybråten i Nilsen zdobyła srebrny medal w sztafecie. Z bardzo dobrej strony zaprezentowała się na igrzyskach olimpijskich w Nagano, gdzie zdobyła brązowy medal w biegu na 15 km stylem klasycznym oraz srebrny w sztafecie. Igrzyska olimpijskie w Salt Lake City były jej ostatnimi. Zdobyła tam brązowy medal w sprincie techniką dowolną oraz trzeci z rzędu srebrny w sztafecie.
Jej najlepszym sezonem w Pucharze Świata był sezon 1997/1998, kiedy w klasyfikacji generalnej zajęła 4. miejsce. W sezonach 1999/2000 i 2001/2002 dwukrotnie zajęła drugie miejsce w klasyfikacji sprintu. W sumie 20 razy zajmowała miejsce na podium, odnosząc trzy zwycięstwa.
Jej były mąż Giachem Guidon to były reprezentant Szwajcarii w biegach narciarskich.

## Osiągnięcia

### Igrzyska olimpijskie
| Miejsce | Dzień     | Rok  | Miejscowość    | Konkurencja             | Czas biegu  | Strata  | Zwyciężczyni      |
| ------- | --------- | ---- | -------------- | ----------------------- | ----------- | ------- | ----------------- |
| 10.     | 13 lutego | 1994 | Lillehammer    | 15 km stylem dowolnym   | 39:44,5     | +2:58,4 | Manuela Di Centa  |
| 4.      | 15 lutego | 1994 | Lillehammer    | 5 km stylem klasycznym  | 14:08,8     | +30,6   | Lubow Jegorowa    |
| 8.      | 17 lutego | 1994 | Lillehammer    | 5+10 km pościgowy       | 41:38,9     | +42,7   | Lubow Jegorowa    |
| 2.      | 21 lutego | 1994 | Lillehammer    | Sztafeta 4 × 5 km       | 57:12,5 min | +30,1 s | Rosja             |
| 10.     | 24 lutego | 1994 | Lillehammer    | 30 km stylem klasycznym | 1:25:41,6   | +2:36,5 | Manuela Di Centa  |
| 3.      | 8 lutego  | 1998 | Nagano         | 15 km stylem klasycznym | 46:55,4     | +57,2   | Olga Daniłowa     |
| 7.      | 10 lutego | 1998 | Nagano         | 5 km stylem klasycznym  | 17:37,9     | +26,5   | Łarisa Łazutina   |
| 8.      | 12 lutego | 1998 | Nagano         | 5+10 km pościgowy       | 46:06,9     | +57,7   | Łarisa Łazutina   |
| 2.      | 15 lutego | 1998 | Nagano         | Sztafeta 4 × 5 km       | 55:13,5     | +24,5   | Rosja             |
| 9.      | 12 lutego | 2002 | Salt Lake City | 10 km stylem klasycznym | 28:05,6     | +1:09,9 | Bente Skari       |
| 3.      | 19 lutego | 2002 | Salt Lake City | Sprint stylem dowolnym  | 3:10,6      | +2,1    | Julija Czepałowa  |
| 2.      | 21 lutego | 2002 | Salt Lake City | Sztafeta 4 × 5 km       | 49:30,6     | +1,3    | Niemcy            |
| 4.      | 24 lutego | 2002 | Salt Lake City | 30 km stylem klasycznym | 1:30:57,1   | +40,2   | Gabriella Paruzzi |

### Mistrzostwa świata
| Miejsce | Dzień     | Rok  | Miejscowość   | Konkurencja             | Czas biegu | Strata  | Zwyciężczyni                   |
| ------- | --------- | ---- | ------------- | ----------------------- | ---------- | ------- | ------------------------------ |
| 9.      | 19 lutego | 1993 | Falun         | 15 km stylem klasycznym | 44:49,0    | +2:02,5 | Jelena Välbe                   |
| 9.      | 21 lutego | 1993 | Falun         | 5 km stylem klasycznym  | 14:07,6    | +18,9   | Łarisa Łazutina                |
| 8.      | 23 lutego | 1993 | Falun         | 5+10 km pościgowy       | 40:19,0    | +1:02,8 | Stefania Belmondo              |
| 3.      | 25 lutego | 1993 | Falun         | Sztafeta 4 × 5 km       | 54:15,7    | +53,3   | Rosja                          |
| 21.     | 12 marca  | 1995 | Thunder Bay   | 5 km stylem klasycznym  | 15:23,7    | +1:22,6 | Łarisa Łazutina                |
| 11.     | 14 marca  | 1995 | Thunder Bay   | 5+10 km pościgowy       | 43:19,6    | +2:06,6 | Łarisa Łazutina                |
| 2.      | 16 marca  | 1995 | Thunder Bay   | Sztafeta 4 × 5 km       | 53:47,6    | +1:31,0 | Rosja                          |
| 16.     | 23 lutego | 1997 | Trondheim     | 5 km stylem klasycznym  | 13:32,7    | +33,8   | Jelena Välbe                   |
| 11.     | 24 lutego | 1997 | Trondheim     | 5+10 km pościgowy       | 39:13,5    | +1:59,8 | Stefania Belmondo Jelena Välbe |
| 5.      | 23 lutego | 1997 | Trondheim     | 30 km stylem klasycznym | 13:32,7    | +1:52,8 | Jelena Välbe                   |
| 32.     | 22 lutego | 1999 | Ramsau        | 5 km stylem klasycznym  | 12:49,8    | +29,3   | Bente Skari                    |
| 4.      | 25 lutego | 1999 | Ramsau        | Sztafeta 4 × 5 km       | 53:05,9    | +2:10,8 | Rosja                          |
| 12.     | 15 lutego | 2001 | Lahti         | 15 km stylem klasycznym | 43:54,8    | +2:26,0 | Bente Skari                    |
| 7.      | 21 lutego | 2001 | Lahti         | Sprint stylem dowolnym  | 3:41,5     | –       | Pirjo Manninen                 |
| 2.      | 23 lutego | 2001 | Lahti         | Sztafeta 4 × 5 km       | 53:01,6    | +1:00,3 | Rosja                          |
| DNF     | 18 lutego | 2003 | Val di Fiemme | 15 km stylem klasycznym | 39:40,9    | –       | Bente Skari                    |
| 29.     | 22 lutego | 2003 | Val di Fiemme | 10 km łączony           | 26:38,4    | +1:04,5 | Kristina Šmigun                |
| 2.      | 24 lutego | 2003 | Val di Fiemme | Sztafeta 4 × 5 km       | 50:54,7    | +31,6   | Niemcy                         |
| 8.      | 26 lutego | 2003 | Val di Fiemme | Sprint stylem dowolnym  | 3:28,8     | –       | Marit Bjørgen                  |

### Mistrzostwa świata juniorów
| Miejsce | Dzień    | Rok  | Miejscowość | Konkurencja            | Czas biegu | Strata  | Zwyciężczyni       |
| ------- | -------- | ---- | ----------- | ---------------------- | ---------- | ------- | ------------------ |
| 4.      | 4 lutego | 1987 | Asiago      | 5 km stylem klasycznym | 14:18,4    | +29,3   | Tatjana Bondariewa |
| 6.      | 6 lutego | 1987 | Asiago      | Sztafeta 3 × 5 km      | 41:26,9    | +1:45,7 | ZSRR               |
| 12.     | 8 lutego | 1987 | Asiago      | 15 km stylem dowolnym  | 39:59,0    | +3:12,8 | Jelena Trubicyna   |

### Puchar Świata

#### Miejsca w klasyfikacji generalnej
- sezon 1986/1987: 49.
- sezon 1987/1988: 45.
- sezon 1991/1992: 47.
- sezon 1992/1993: 10.
- sezon 1993/1994: 13.
- sezon 1994/1995: 9.
- sezon 1995/1996: 10.
- sezon 1996/1997: 11.
- sezon 1997/1998: 4.
- sezon 1998/1999: 20.
- sezon 1999/2000: 9.
- sezon 2000/2001: 17.
- sezon 2001/2002: 9.
- sezon 2002/2003: 10.

#### Zwycięstwa w zawodach
| Nr | Dzień      | Rok  | Miejscowość | Konkurencja                 | Czas biegu | Przypisy |
| -- | ---------- | ---- | ----------- | --------------------------- | ---------- | -------- |
| 1. | 10 grudnia | 1998 | Mediolan    | Sprint stylem dowolnym      | –          | –        |
| 2. | 29 grudnia | 2001 | Salzburg    | Sprint km stylem klasycznym | –          | –        |
| 3. | 23 marca   | 2002 | Lillehammer | 58 km stylem klasycznym     | 2:43:39,1  | –        |

#### Miejsca na podium
| Nr  | Dzień           | Rok  | Miejscowość   | Konkurencja              | Czas biegu | Strata  | Miejsce | Zwycięzca        |
| --- | --------------- | ---- | ------------- | ------------------------ | ---------- | ------- | ------- | ---------------- |
| 1.  | 11 lutego       | 1995 | Oslo          | 30 km stylem klasycznym  | 1:27:38,5  | +9,0    | 2       | Łarisa Łazutina  |
| 2.  | 4 lutego        | 1996 | Reit im Winkl | Sprint stylem dowolnym   | –          | –       | 2       | Jelena Välbe     |
| 3.  | 18 grudnia      | 1996 | Oberstdorf    | 10 km stylem klasycznym  | 29:23,1    | +26,1   | 3       | Trude Dybendahl  |
| 4.  | 10 grudnia      | 1997 | Mediolan      | Sprint stylem dowolnym   | –          | –       | 3       | Bente Skari      |
| 5.  | 13 grudnia      | 1997 | Val di Fiemme | 5 km stylem klasycznym   | 13:28,7    | +18,1   | 2       | Bente Skari      |
| 6.  | 20 grudnia      | 1997 | Davos         | 15 km stylem klasycznym  | 44:01,3    | +7,7    | 3       | Jelena Välbe     |
| 7.  | 14 marca        | 1998 | Oslo          | 30 km stylem klasycznym  | 1:41:41,2  | +2:28,6 | 3       | Łarisa Łazutina  |
| 8.  | 10 grudnia      | 1998 | Mediolan      | Sprint stylem dowolnym   | –          | –       | 1       | –                |
| 9.  | 27 listopada    | 1999 | Kiruna        | 5 km stylem klasycznym   | 14:22,0    | +29,5   | 2       | Bente Skari      |
| 10. | 27 grudnia      | 1999 | Engelberg     | Sprint stylem klasycznym | –          | –       | 2       | Nina Gawriluk    |
| 11. | 29 grudnia      | 1999 | Kitzbühel     | Sprint stylem dowolnym   | –          | –       | 3       | Bente Skari      |
| 12. | 5 marca         | 2000 | Lahti         | 15 km stylem klasycznym  | 41:16,1    | +32,5   | 3       | Łarisa Łazutina  |
| 13. | 8 marca         | 2000 | Oslo          | Sprint stylem klasycznym | –          | –       | 3       | Bente Skari      |
| 14. | 1 lutego        | 2001 | Asiago        | Sprint stylem dowolnym   | 30:08,6    | –       | 2       | Bente Skari      |
| 15. | 4 lutego        | 2001 | Nové Město    | Sprint stylem dowolnym   | –          | –       | 2       | Julija Czepałowa |
| 16. | 29 grudnia      | 2001 | Salzburg      | Sprint stylem klasycznym | –          | –       | 1       | –                |
| 17. | 5 marca         | 2002 | Sztokholm     | Sprint stylem klasycznym | –          | –       | 3       | Bente Skari      |
| 18. | 23 marca        | 2002 | Lillehammer   | 58 km stylem klasycznym  | 2:43:39,1  | –       | 1       | –                |
| 19. | 26 października | 2002 | Düsseldorf    | Sprint stylem dowolnym   | –          | -       | 3       | Marit Bjørgen    |
| 20. | 14 grudnia      | 2002 | Cogne         | 15 km stylem klasycznym  | 44:13,2    | +56,7   | 3       | Bente Skari      |